# Clare Moody
Clare Moody (ur. 30 października 1965 w Chipping Norton) – brytyjska polityk i działaczka związkowa, posłanka do Parlamentu Europejskiego VIII kadencji.

## Życiorys
Jej rodzice i starszy brat zaangażowali się w działalność polityczną w ramach Partii Konserwatywnej. Clare Moody dołączyła do Partii Pracy. Ukończyła studia z zakresu przemysłu na University of Kent, została zatrudniona w BIFU – związku zawodowym pracowników sektora bankowego, ubezpieczeniowego i finansowego, później związana z UNITE. W okresie, gdy funkcję premiera pełnił Gordon Brown, była zatrudniona na 10 Downing Street. Kandydowała bez powodzenia m.in. w wyborach europejskich (2004) i krajowych (2005).
W 2014 z ramienia swojego ugrupowania uzyskała mandat eurodeputowanej VIII kadencji. Dołączyła do frakcji Postępowego Sojuszu Socjalistów i Demokratów.